# All That Jazz (chanson)
Pour les articles homonymes, voir All That Jazz.
All That Jazz est une chanson composée par John Kander, avec les paroles de Fred Ebb, pour la comédie musicale Chicago, mise en scène par Bob Fosse au 46th Street Theatre de Broadway en 1975.
C'est la chanson d'ouverture de la comédie musicale.
La chanson a donné son titre au film musical américain Que le spectacle commence (1979, titre original : All That Jazz), librement basé sur la vie de Bob Fosse (avec l'acteur américain Roy Scheider, qui joue Joe Gideon, le personnage masculin principal ressemblant à Bob Fosse),.

## Accolades
La chanson (dans la version du film Chicago sorti en 2002) fut classée 98e dans la liste des « 100 plus grandes chansons du cinéma américain » selon l'American Film Institute (AFI). La chanson est interprétée dans le film par Catherine Zeta-Jones et Renée Zellweger.

## Reprises
Les actrices Camila Mendes, Madelaine Petsch et Vanessa Morgan reprennent la chanson dans l'épisode 2 de la quatrième saison de la série télévisée Riverdale.